# Protjerivanje Krimskih Tatara
Sürgünlik (Krimskotatarska riječ za "protjerivanje", usp. "surgunisati" u Zoni Zamfirovoj) je pojam koji se odnosi na državno organizirano prisilno premještanje Krimskih Tatara 1944. godine u Uzbečku SSR i druge dijelove Sovjetskog Saveza. Simbol za Sürgünlik je parna lokomotiva.
Projekti protjerivanja Krimskih Tatara iz Krima pojavili su se nekoliko puta u ruskim vladajućim krugovima davno prije nego što je Krim je pripojen Rusiji godine 1783. iako nikada nisu provedeni. Godine 1944. pod lažnim izgovorom navodne masovne suradnje Krimskih Tatara s nacistima tijekom nacističke okupacije Krima u razdoblju 1941. – 1944. sovjetska vlada odlučila se na skupno preseljenje Krimskih Tatara iz Krima po nalogu Staljina i Lavrentija Berije.
Deportacije su započele 18. svibnja 1944. po svim naseljenim mjestima Krima. Više od 32.000 vojnika NKVD-a sudjelovalo je u ovoj akciji. Prisilno deportirani su dobili samo 30 minuta da se pokupe osobne stvari, nakon čega su ukrcavani u stočne vlakove i premješteni izvan Krima.   Deportirano je 193.865 krimskih Tatara, od kojih 151.136 u Uzbečku SSR, 8.597 u Marijsku ASSR, 4.286 u Kazahstansku SSR, a ostalih 29.846 u razne oblasti ruske SFSR. U istom trenutku, većina Krimskih Tatara koji su se borili u redovima Crvene armije su bili demobilizirani i poslani na prisilni rad po logorima u Sibiru i na Uralskoj planinskoj regiji.
Deportacije su bile loše planirane i izvođene, lokalne vlasti u odredištima deportacije nisu bile pravilno obaviještavane o razmjerima selidbe i nisu dobivale dovoljno sredstava za smještaj deportiranih. Nedostatak smještaja i hrane, neuspjeh u prilagodbi novim klimatskim uvjetima i brzo širenje bolesti imali su težak demografski utjecaj tijekom prvih godina izbjeglištva.
Od svibnja do studenog 10.105 Krimskih Tatara umrlo je od gladi u Uzbekistanu (7% od deportiranih u Uzbečku SSR). Gotovo 30.000 (20%) umrlo je u egzilu tijekom godine i pol dana po podacima NKVD-a. Zbog gladi, žeđi i bolesti, oko 45% od ukupnog stanovništva pomrlo tijekom deportacije. Prema informacijama sovjetskih disidenata, mnogi su krimski Tatari su bili uključeni u rad na velikim projektima sovjetskih gulaga. Aktivisti Krimskih Tatara pokušali su procijeniti demografske posljedice deportacije. Oni su proveli popis stanovništva u svim razbacanih Tatarskim zajednicama sredinom 1960-ih. Rezultati ovoga istraživanja pokazuju da je 109.956 (46,2%) od 238.500 deportiranih Krimskih Tatara pomrlo u razdoblju od 1. srpnja 1944. do 1. siječnja 1947.
Krimski aktivisti pozivaju na priznavanje Sürgünlika kao genocida.